# 雒發生
雒發生（1957年6月16日—），出生於河南武陟，現任河南國龍礦業建設有限公司董事長及總經理。
出生於農民家庭的他，他在中學畢業後，便開始在永城煤礦工作，包括副班长、班长，副队长、队长，副区长、区长，安监科长，副经理、经理。他在公餘時間進修，成為本科学历和高级工程师。直至2000年代，他由委任国家煤炭部八十四处、河南矿建三公司，已成為河南國龍礦業建設有限公司董事長及總經理至今。

## 外部連結
- “拓荒牛”与一个生龙活虎的企业 雒發生 《中国煤炭报》[永久]
- 路，在“拓荒牛”脚下延伸…… 雒發生 《河南经济报》